# Andreas Decker
Andreas Decker (født 19. august 1952 i Zwickau) er en tysk tidligere roer og dobbelt olympisk guldvinder.

## Karriere

### Rokarriere
Decker roede i begyndelsen af karrieren i forskellige bådtyper, og han opnåede at blive østtysk mester i firer med styrmand, otter og firer uden styrmand, i alt syv mesterskaber. Hans første store internationale resultat opnåede han med otteren, som blev europamester i 1973. Fra 1974 og frem koncentrerede han sig om fireren uden styrmand, og han han var med til at blive verdensmester i denne disciplin allerede første år, en bedrift han gentog året efter.
Ved OL 1976 i Montreal var østtyskerne derfor storfavoritter, og de stillede med samme besætning, som havde vundet VM de to foregående år: Siegfried Brietzke, Stefan Semmler, Wolfgang Mager og Decker. De indledte med at vinde deres heat i ny olympisk rekordtid, hvilket de gentog i semifinalen. I finalen var de igen dominerende og vandt guldet sikkert, mens Norge fik sølv og Sovjetunionen bronze.
Østtyskerne fortsatte med at dominere klassen og vandt VM-guld i 1977 og 1979, men måtte se Sovjetunionen vinde i 1978, mens østtyskerne fik sølv dette år. Den østtyske besætning forblev i disse år den samme, som havde vundet OL-guld i 1976.
Til OL 1980 i Moskva var østtyskerne derfor igen store favoritter, også selv om Mager denne gang var erstattet af Jürgen Thiele. Med sikker sejr i indledende heat kvalificerede de sig direkte til finalen (der var denne gang ikke semifinaler), og her var østtyskerne igen sikre og vandt med mere end tre sekunders forspring til Sovjetunionen på andenpladsen, mens Storbritannien vandt bronze.

### Videre karriere
Decker var af uddannelse idrætslærer og arbejdede derpå i denne egenskab ved sportsskolen i Werdau.  I 1986 blev han rektor for skolen. Efter den tyske genforening blev han præsident for den regionale sportssammenslutning i Chemnitz og desuden præsident for Sachsens sportssammenslutning. I sidstnævnte var han ansvarlig for sportsforskningscenteret i Leipzig. Han var fra 1992 til 1994 næstformand i det tyske sportsforbund Deutscher Sportbund, og derpå blev han direktør for Rabenberg Sportspark.

## OL-medaljer
- 1976:  Guld i firer uden styrmand
- 1980:  Guld i firer uden styrmand

## VM-medaljer
- 1974:  Guld i firer uden styrmand
- 1975:  Guld i firer uden styrmand
- 1977:  Guld i firer uden styrmand
- 1978:  Sølv i firer uden styrmand
- 1979:  Guld i firer uden styrmand